# Liste de médicaments liés à la fertilité
Au sens large, les médicaments liés à la fertilité peuvent inclure toute médication qui favorise la fertilité, mais dans un sens spécifique, il s'agit d'agents stimulant le développement folliculaire de l'ovaire.

## Classification
Les agents stimulant l'activité ovarienne peuvent être classés comme suit :
1. Gonadotropin-releasing hormone
  1. GnRH
  2. GnRH agonists (i.e. Lupron)
2. antagonistes des œstrogènes
  1. citrate de clomiphène (en fait un SERM)
  2. inhibiteurs de l'aromatase
3. Gonadotrophines
  1. gonadotrophines urinaires (ménotropines)
    1. Pergonal
    2. ménotropines purifiées

  2. gonadotrophines recombinantes
    1. FSH (Gonal F)
    2. LH

  3. gonadotrophine chorionique humaine (hCG)
    1. hCG urinaire
    2. hCG recombinant (Ovidrel)

Les antagonistes des estrogènes et les gonadotrophines peuvent stimuler des follicules multiples avec pour conséquence des grossesses multiples et un éventuel 
syndrome d'hyperstimulation ovarienne. 